# Nikita Morozow
Nikita Osipowicz Morozow, ros. Никита Осипович Морозов (ur. w 1903 r. we wsi Połibino w rejonie dorohobuskim, zm. po 8 września 1943 r.) – radziecki partyzant, a następnie współpracownik SD, członek Wojskowego Oddziału Ochotników Wschodu i burmistrz okupowanego Dorohobuża podczas II wojny światowej
Po ataku wojsk niemieckich na ZSRR 22 czerwca 1941 r., został zmobilizowany do Armii Czerwonej. Służył jako zastępca dowódcy 364 Pułku Strzeleckiego 139 Dywizji Strzeleckiej. W grudniu tego roku, po okrążeniu i rozbiciu dywizji przez Niemców, przeszedł do partyzantki. Po pewnym czasie objął dowództwo jednego z pułków 1 Partyzanckiej Dywizji Strzeleckiej "Dieduszka". W czerwcu 1942 r. zdezerterował, przechodząc na stronę niemiecką. Został zwerbowany przez SD, po czym wstąpił do Wojskowego Oddziału Ochotników Wschodu, na czele którego stał Sonderführer Władimir A. Bischler. Pełnił funkcję prowokatora, mając za zadanie rozbijanie od wewnątrz struktur partyzanckich. W grudniu 1942 r. został burmistrzem okupowanego Dorohobuża. Po wyzwoleniu miasta przez Armię Czerwoną 1 września 1943 r., przez kilka dni ukrywał się, ale już 8 września tego roku został aresztowany. Po procesie skazano go na karę śmierci, natychmiast wykonaną.